# Cerynea omphisalis
Cerynea omphisalis är en fjärilsart som beskrevs av Walker 1859. Cerynea omphisalis ingår i släktet Cerynea och familjen nattflyn. Inga underarter finns listade i Catalogue of Life.